# Алісултанов Султан Кадирбекович
Султан Кадирбекович Алісултанов (10 червня 1916 — 5 серпня 2000) — радянський офіцер, Герой Радянського Союзу (1945).

## Життєпис
Народився в аулі Баршамай (нині Кайтазького району в Дагестані) у селянській родині. Даргинець. Освіта початкова. Працював бригадиром у колгоспі.
З 1939 року у РСЧА.
З 3 серпня 1941 року на фронтах німецько-радянської війни.
17 квітня 1945 року командир батареї 547-го мінометного полку (61-ша армія, 1-й Білоруський фронт) С.Алісултанов, у пойових порядках піхоти, на підручних засобах переправився через річку Одер південніше міста Шведт (Німеччина). Одразу встановив зв'язок зі своєю батареєю та коректував її вогонь із західного берега. Далі, одним з перших переправив свою батарею і вогнем забезпечив успішний наступ радянській піхоті.
З 1946 року у запасі. Жив у Махачкалі.

## Звання та нагороди
31 травня 1945 року Султану Кадирбековичу Алісултанову присвоєно звання Героя Радянського Союзу.
Також нагороджений:
- орденом Леніна
- орденом Олександра Невського
- орденом Вітчизняної війни І ступеня
- орденом Вітчизняної війни 2 ступеня
- орденом Трудового Червоного Прапора
- орденом Червоної Зірки
- медалями